# Суданская внутренняя церковь
Суданская внутренняя церковь (англ. Sudan Interior Church) — баптистская христианская конфессия, входящая в состав Всемирного баптистского союза в Судане.

## История
Церковь берет свое начало в Суданской внутренней миссии (Sudan Interior Mission), американской миссии Общества международных служений, которая ныне работает под названием «Serving in Mission». Церковь основана в 1963 году. В 2014 году церковь насчитывала 120 приходов и 25 000 членов. Согласно переписи верующих, опубликованной церковью в 2023 году, она насчитывает 469 церквей и 133 000 членов. 
Штаб-квартира церкви находится в Хартуме. Генеральный секретарь церкви — Рамадан Чан.